# Núi Khói
Núi Khói (tiếng Ả Rập: جبل الدخان, Jabal ad Dukhan) là một ngọn đồi ở miền Nam Governorate của Bahrain. Núi có độ cao 122 m (400 ft) so với mực nước biển trung bình, nó là điểm cao nhất của Bahrain. Ngọn núi được đặt tên Khói vì sương mù thường bao quanh nó vào những ngày ẩm ướt. Một số hang động nằm trong vùng lân cận của ngọn núi.
Đá lửa của thời kỳ đồ đá đã được tìm thấy trên và xung quanh ngọn núi.